# Теодорос Вардиноянніс (стадіон)
Стадіон «Теодорос Вардиноянніс» (грец. Γήπεδο Θεόδωρος Βαρδινογιάννης) — футбольний стадіон у місті Іракліон, Греція, домашня арена ФК «ОФІ».
Стадіон побудований та відкритий 1951 року на місці юдейського та християнського кладовищ. Протягом тривалого часу фігурував у цілому ряді земельних скандалів. Під час вилучення земель кладовищ значилося, що на їх місці облаштується парк, а не спортивно-розважальна споруда. Своє невдоволення висловлювала і єврейська громада Криту. У 1987 році здійснено розширення арени за рахунок спорудження північної трибуни. Наприкінці 1990-х років стадіону присвоєно ім'я Теодороса Вардиноянніса, відомого критського підприємця та громадського діяча. У 2004 році здійснено капітальну реконструкцію арени, в результаті якої було побудовано чотири нових трибуни, над якими частково споруджено дах. Потужність збільшено до 8 500 глядачів для національних турнірів та 6 000 глядачів — для міжнародних.
Рекорд відвідування встановлено 25 вересня 1987 року під час матчу між «ОФІ» та «Олімпіакосом». Тоді за грою спостерігав 12 391 глядач.
Арена також відома під прізвиськом «Єді Куле», що з турецької означає «Сім Веж».